# Список главных министров штата Харьяна
Гла́вный мини́стр Харья́ны является главой исполнительной власти индийского штата Харьяна. Согласно Конституции Индии, губернатор является главой государства де-юре, но де-факто исполнительная власть принадлежит главному министру. После выборов в Ассамблею Харьяны губернатор штата обычно приглашает партию (или коалицию) с большинством мест сформировать правительство. Губернатор назначает главного министра, Совет министров которого несёт коллективную ответственность перед Ассамблеей. С учётом того, что он пользуется доверием ассамблеи, срок полномочий главного министра составляет пять лет и не ограничивается никакими сроками.
С 1966 года десять человек служили главным министром Харьяны. Первым был Бхагват Дайал Шарма из партии Индийский национальный конгресс. Его соратник Банси Лал является самым долгоживущим главным министром Харьяны. Он занимал пост более 12 лет, последние 3 из которых он провёл в качестве лидера партии Харьяна Викас. Чоудхари Деви Лал, пятый главный министр Харьяны, дважды служил заместителем премьер-министра Индии Вишваната и Чандры Сингхов. Его сын Ом Пракаш Чаутала четырёхкратно занимал должность главного министра, являясь членом трёх различных партий.
Действующий главный министр Манохар Лал Хаттар, первый должностное лицо партии Бхаратия Джаната, который был приведён к присяге 26 октября 2014 года.

Местоположение штата Харьяна в Индии

| #  | Главный министр         | Вступление в должность | Уход с должности | Партийная принадлежность                |
| -- | ----------------------- | ---------------------- | ---------------- | --------------------------------------- |
| 1  | Бхагват Дайал Шарма     | 1 ноября 1966          | 23 марта 1967    | Индийский национальный конгресс         |
| 2  | Рао Бирендер Сингх      | 24 марта 1967          | 2 ноября 1967    | Вишал Харьяна Партия                    |
|    | Президентское правление | 2 ноября 1967          | 22 мая 1968      |                                         |
| 3  | Банси Лал               | 22 мая 1968            | 30 ноября 1975   | Индийский национальный конгресс         |
| 4  | Банарси Дас Гупта       | 1 декабря 1975         | 30 апреля 1977   | Индийский национальный конгресс         |
|    | Президентское правление | 30 апреля 1977         | 21 июня 1977     |                                         |
| 5  | Чоудхари Деви Лал       | 21 июня 1977           | 28 июня 1979     | Джаната                                 |
| 6  | Бхаджан Лал             | 29 июня 1979           | 5 июля 1985      | Джаната Индийский национальный конгресс |
| -  | Банси Лал               | 5 июля 1985            | 19 июня 1987     | Индийский национальный конгресс         |
| -  | Чоудхари Деви Лал       | 17 июля 1987           | 2 декабря 1989   | Джаната дал                             |
| 7  | Ом Пракаш Чаутала       | 2 декабря 1989         | 22 мая 1990      | Джаната дал                             |
| -  | Банарси Дас Гупта       | 22 мая 1990            | 12 июля 1990     | Джаната дал                             |
| -  | Ом Пракаш Чаутала       | 12 июля 1990           | 17 июля 1990     | Джаната дал                             |
| 8  | Нукам Сингх             | 17 июля 1990           | 21 марта 1991    | Джаната дал                             |
| -  | Ом Пракаш Чаутала       | 22 марта 1991          | 6 апреля 1991    | Самаджвади Джаната                      |
|    | Президентское правление | 6 апреля 1991          | 23 июля 1991     |                                         |
| -  | Бхаджан Лал             | 23 июля 1991           | 9 мая 1996       | Индийский национальный конгресс         |
| -  | Банси Лал               | 11 мая 1996            | 23 июля 1999     | Харьяна Викас                           |
| -  | Ом Пракаш Чаутала       | 24 июля 1999           | 4 марта 2005     | Индийский Национальный Лок дал          |
| 9  | Бхупиндер Сингх Худа    | 5 марта 2005           | 19 октября 2014  | Индийский национальный конгресс         |
| 10 | Манохар Лал Хаттар      | 26 октября 2014        | настоящее время  | Бхаратия джаната парти                  |